# Dolichopoda naxia
Dolichopoda naxia is een rechtvleugelig insect uit de familie grottensprinkhanen (Rhaphidophoridae). De wetenschappelijke naam van deze soort is voor het eerst geldig gepubliceerd in 1973 door Boudou-Saltet.
1. ↑  (en) Dolichopoda naxia op de IUCN Red List of Threatened Species.